# Tour de la Peschiera di Nassa
Le tour de la Peschiera di Nassa (en italien : Torre della Peschiera di Nassa), est une tour côtière située dans la commune de Monte Argentario (province de Grosseto), en Toscane,. Elle se trouve sur la côte nord du promontoire de l'Argentario, proche de la tour de Santa Liberata.

## Historique
La tour côtière a été construite au Moyen Âge avec des fonctions défensives et d'observation sur le chenal d'accès à la lagune d'Orbetello et sur le Tombolo de Giannella voisin. Sa construction remonte presque certainement à l'époque où les Aldobrandeschi contrôlaient les centres de Porto Ercole et Talamone, et plus généralement toute la zone autour du promontoire de l'Argentario.
Au cours du XVe siècle, la structure défensive fut réaménagée par les Siennois, pour améliorer le système de défense côtière de la zone qui, à cette époque, vit également la construction d'autres tours de guet.
Après un assaut réussi des troupes françaises en 1552, la tour fut intégrée au territoire de l'État des Présides, devenant ainsi l'un des points stratégiques du système défensif de l'Argentario.
Lors du siège d'Orbetello en 1646, la fortification fut le théâtre d'une bataille entre soldats français et espagnols.
Dans les périodes ultérieures, la tour a continué à remplir ses fonctions défensives, considérablement renforcées au début du XIXe siècle pendant la période napoléonienne ; en 1802, la chapelle de la Madonna di Loreto y fut également construite. Cependant, sa disposition définitive à la fin du XIXe siècle entraîna une inexorable période d'abandon qui détermina par la suite l'effondrement de la partie supérieure de l'édifice turriforme.

## Description
La Tour de la Peschiera di Nassa, ainsi appelée en raison de la présence de l'étang à poissons voisin, est située dans une position surélevée près de la route qui longe la côte nord du promontoire de l'Argentario, non loin de la Tour de Santa Liberata, le port-canal et l'extrême sud du Tombolo de Giannella.
De l'ancienne tour, seule est conservée l'imposante base à sabots de section carrée, délimitée au sommet par le cordon qui forme le sommet de la ruine, dont les épais murs recouverts de pierre donnent une idée de l'imposante structure turriforme d'origine avant que l'effondrement n'entraîne la perte de la partie supérieure.
À l'origine, la structure était développée sur trois niveaux, culminant au sommet par un crénelage qui délimitait la terrasse à partir de laquelle les sentinelles exerçaient leurs fonctions d'observation tant vers le large que vers la lagune.